# Elaeis guineensis
Elaeis guineensis, comúnmente llamada palma africana de aceite y palma aceitera, es una especie del género Elaeis.
La primera persona occidental en describirla y recolectar semillas fue el naturalista francés Michel Adanson.

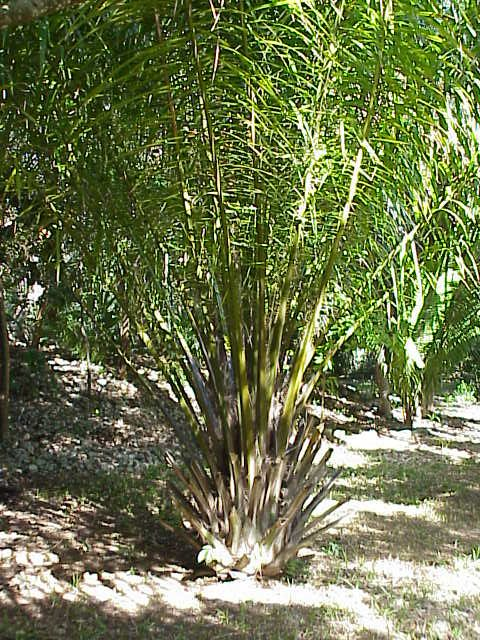
Vista de la planta

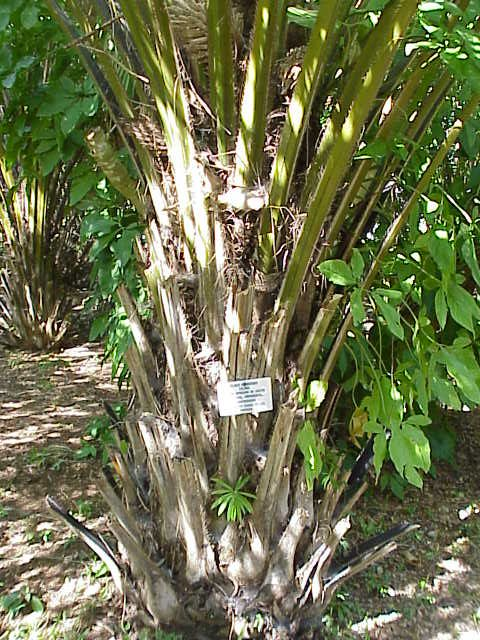
Vista del tallo

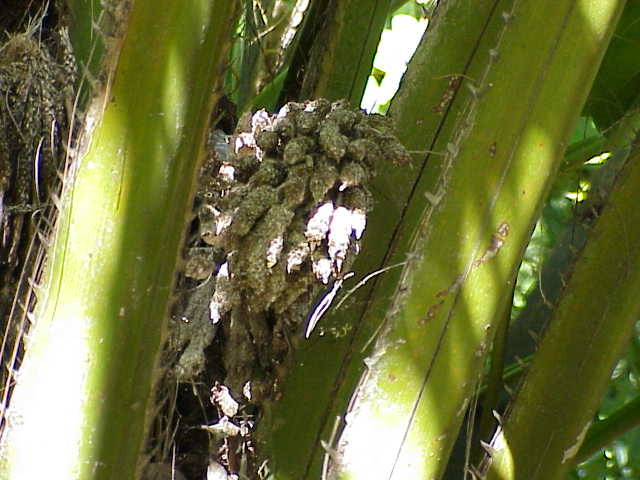
Inflorescencia

## Características
Como todas las especies de su género Elaeis tiene un tronco (estipe) alto y único. Las inflorescencias se producen en las axilas de las hojas, las cuales son grandes y de tipo pinnado compuesto, con folíolos que parten desde el raquis sobre dos planos regulares. Los folíolos son lanceolados.
Es una planta perenne que puede vivir más de 100 años, pero bajo cultivo sólo se le permite llegar hasta los 25 años, que es cuando alcanza los 12 m de altura. En estado natural llega a superar los 40 metros. 
El fruto es una drupa llamada nuez de palma. Aparece en infrutescencias de gran tamaño.

## Hábitat
Es una planta propia de la región tropical calurosa (selva húmeda tropical cálida), crece a altitudes por debajo de los 500 m s. n. m., aunque se desarrolla bien en regiones pantanosas. 
Sus frutos alimentan a muchas aves, mamíferos arborícolas, voladores y rastreros, así como gran variedad de  entomofauna. Sus troncos y penachos albergan diferentes animales permanente o transitoriamente.

## Ecología
El aceite de palma se encuentra en muchos de los productos del supermercado; esto lleva a una gran demanda por parte de grandes industrias de todo el mundo que impulsa ´´la destrucción a gran escala de bosques´´ en lugares como Sureste Asiático (Indonesia y Malasia), así como África Central (Guinea y Nigeria) y gran parte de Guatemala. 
Se está desarrollando en diferentes partes del mundo un sistema de tratamiento ecológico de los derechos de la industria.
Esta actividad tienen ventajas como: 
- Tratamiento de calidad de los desechos.
- Generación de biogás, una energía alternativa, permitiendo reducir la cantidad de gases a efecto invernadero.
- Obtención de fertilizante

El aceite se emplea en la elaboración de alimentos y en productos cosméticos y de limpieza. 

## Historia
Los nativos del Occidente de África Ecuatorial ya extraían aceite de sus racimos hace 5000 años. Es originaria del Golfo de Guinea.
Fue en el siglo XV cuando su precultivo como tal, se extendió a otras regiones de África. A los esclavos africanos, antes de embarcarlos a América, se "les rasuraba y ungía con aceite de palma, y se les mantenía aplicándoles este aceite durante la travesía". Primero llega al Brasil introducida por los portugueses, pero en el siglo XVI, pasa al Asia Oriental (Indonesia, Malasia, etc.)
Aunque Ghesquiére, 1934, considera que primero llega a Martinica y luego de allí pasó a Brasil.
En Jamaica hacia finales del siglo XV ya se empleaba como alimento y medicina de los esclavos
Más recientemente su cultivo ocasionó serios conflictos sociales en Colombia, entre los residentes locales desplazados de vuelta a su tierra y los dueños de las plantaciones. El fruto se destinaba a la obtención de biocombustible.
No hay mucha seguridad, hay más bien confusión sobre la presencia temprana de esta planta en Guyanas, quizás se trataba de Corozo oleifera, del cual se obtenían para entonces productos oleaginosos.
Solo hasta 1910, se inicia el cultivo de esta planta, inicialmente cuidando los "cultivos espontáneos", y luego iniciando plantaciones en la isla de Sumatra, al utilizar ejemplares provenientes de cuatro ejemplares del Jardín Botánico de Buitenzorg (Bogor), en 1848. Introducida también al Jardín Botánico de Singapur a través de semillas obtenidas de Ceilán en 1875.
Al Jardín Botánico de Trinidad fue introducida a mediados del siglo XIX, de semillas provenientes de Calcuta y Buitonzorg.
En Malasia es introducida la palma como planta ornamenteal, luego de la Primera Guerra Mundial el cultivo se establece como tal, logrando ser uno de los mayores del mundo.
Hacia 1930, en Honduras existía un cultivo bien organizado en el Jardín Botánico de Lancetilla. En el año 1974 inicia la siembra a gran escala en más de 50,000 ha en el valle del Aguan, para luego extender el cultivo por toda la costa norte de Honduras donde en la actualidad hay sembrado 125,000 ha y existen en la actualidad siete plantas extractoras de aceite de palma.
En Venezuela esta planta exótica se conoce en 1929, la primera plantación comercial se establece en la cuenca del río Yaracuy en 1940, de semillas del Congo y Haíti.
A Centroamérica proviene de materiales asiáticos, introducidos por compañías multinacionales fruteras: la United Fruit Company, que en 1926 introduce la especie a Panamá, y la Standard Fruit Company a Costa Rica en 1944, para sustituir los cultivos de Banano al ser estos arrasados por la enfermedad "Mal de Panamá", los materiales provenían de Asia (Malasia e Indonesia) y África (Sierra Leona).
Fue introducida a Colombia con fines ornamentales en 1932, a la Estación Agrícola de Palmira (Valle del Cauca), Pero el cultivo solo comenzaría hasta 1945 cuando la multinacional United Fruit Company establece un cultivo en la zona Bananera del Magdalena. Pero hasta después de 1950 las políticas de sustitución de importaciones impulsan el cultivo de palma de aceite por todo el país.

## Cultivo
La palma de aceite es un cultivo perenne y de tardío y largo rendimiento, ya que su vida productiva puede durar más de 50 años, aunque a partir de los 25-30 años se dificulta su cosecha por la altura del tallo, llega a alcanzar los 20 metros.
Comienza a producir frutos a partir de los dos años y medio tras su siembra, y se suelen utilizar palmas de vivero de 12 meses de edad que alcanzan su mayor producción entre los 20 y 30 años, luego de lo cual declinan y dejan de ser rentables, especialmente por la altura a la que se encuentran los frutos. No es la única especie que se maneja dentro del cultivo de la palma de aceite, aunque inicialmente y por muchos años sólo se habló de la palma africana de aceite, actualmente involucra a otras especies de palmas y cruces entre ellas, dentro del cultivo.
El pericarpio está conformado por el epicarpo y mesocarpo juntos, de donde se extrae la mayor proporción de aceite. El fruto maduro es de color rojo amarillento, con un peso de 10 g y forma ovalada de 3 a 5 cm de largo; una palma puede producir de 12 a 13 racimos/año, con peso promedio de 20 a 30 kg, de 1.000 a 3.000 frutos por racimo y un rendimiento industrial que varía entre el 20 y 25% del peso en kg de aceite por racimo.
Hay dos factores que deben de considerarse como ser los suelos y el clima de la zona a sembrar. El suelo debe ser profundo mayor a 15 dm, de textura franca arenosa arcillosa, para el buen desarrollo de las raíces, con buen drenaje interno ya que no soporta los suelos abnegados debido a la toxicidad del aluminio, pendientes no mayor de 15% debido al poco desarrollo de las raíces.  La acidez del suelo o pH debe ser mayor a 5,5 debido a la disponibilidad de los nutrientes como el fósforo, calcio y potasio.  Este cultivo es exigente a altas dosis de fertilización química.  En cuanto al clima , el cultivo se desarrolla en temperaturas promedios de entre los 25 - 28 °C, temperaturas mayores a 30 °C producen aborto en la floración, pudiendo perderse hasta un 60% de la producción. Es un cultivo exigente de agua por lo que requiere de 2400 mm año, precipitaciones menores dará como resultado baja producción y solo tendremos crecimiento vegetativo.  La palma africana no debe de sembrarse en climas secos y de alta incidencia solar, ya que la planta puede darnos cero producción  
La demanda por aceite de palma se ha incrementado recientemente debido a su uso como biofuel, pero tal incremento produce tanto impactos ambientales por el cultivo como causar una disputa alimento vs. fuel forzando a algunos países desarrollados a reconsiderar sus políticas sobre biofuel para perfeccionar los estándares y asegurar sustentabilidad.

## Enfermedades
La palma de aceite en varios países tropicales de América Latina, sufre de enfermedades como la pudrición del cogollo causada por Phytophthora palmivora, la marchitez sorpresiva asociada con protozoarios flagelados y el anillo rojo causado por el nematodo Bursaphelenchus cocophilus.

## Propiedades
Tanto la parte carnosa externa como la semilla son comestibles crudas. De ambas se extrae aceite. El aceite de palma es obtenido por cocción de la parte carnosa después de ser machacada y es un elemento básico en la cocina, además de ser muy apreciado en cosmética y farmacia. Una incisión en la base de la inflorescencia rezuma un líquido llamado vino de palma o topé.
Este aceite debido a su alta proporción de grasas saturadas en su composición se le atribuyen propiedades negativas para la salud humana ya que su consumo prolongado y abundante puede subir la proporción de colesterol LDL en sangre.

## Taxonomía
Elaeis guineensis fue descrita por Nikolaus Joseph von Jacquin y publicado en Selectarum Stirpium Americanarum Historia ... 280–282, pl. 172. 1763.
Etimología
Elaeis: nombre genérico que deriva del griego Eleia = "oliva" por sus frutos ricos en aceite-
guineensis: epíteto geográfico que alude a su procedencia de su zona de origen en Guinea.